# 바기프 무스타파자데
바기프 무스타파자데(아제르바이잔어: Vaqif Mustafazadə, 1940년 3월 16일 ~ 1979년 12월 16일)는 아제르바이잔의 재즈 피아니스트이자 작곡가로 재즈와 아제르바이잔의 전통 민속 음악인 무감을 융합한 것으로 호평을 받았다. 많은 세계적으로 유명한 재즈 음악가들에 따르면, 무스타파자데는 "아제르바이잔 재즈의 건축가" 중 한 명이다.

## 어린 시절
무스타파자데는 1940년 3월 16일 바쿠의 역사적인 중심지인 올드 시티에서 태어났다. 그의 이름은 유명한 시인 사마드 뷔르군에 의해 선택되었는데, 그는 지역 음악 학교에서 피아노 교사로 있으면서 그의 성공에 매우 영향력 있고 헤아릴 수 없는 역할을 한 그의 어머니의 요청으로 선택되었다.
1963년, 그는 아사프 자이널리의 이름을 딴 바쿠 국립 음악학교를 졸업했고, 1년 후 아제르바이잔 국립 음악원에 입학했다. 그는 처음에 음악 학교에서 콘서트를 열어 명성을 얻었고, 후에 대학과 클럽에서 열린 파티와 저녁 공연에서 명성을 얻었으며, 아제르바이잔에서 가장 영향력 있는 음악 연주자 중 한 명이 되었다. 클럽에서 공연하는 동안, 그는 블루스와 댄스 음악뿐만 아니라 클래식 재즈도 연주했다.

## 소련의 금지령
1940년대와 1950년대의 음악 금지는 재즈의 연주가 아제르바이잔을 포함한 소련에서 금지되었다는 것을 의미했다. 어느 곳에서도 재즈 레코드를 얻을 기회가 없었기 때문에, 무스타파자데는 재즈 음악을 듣고 BBC 라디오를 듣는 영화로부터 배우며, 또한 금지되었던 리듬 시인 메이카나를 불렀다. 라디오를 들은 후, 그와 그의 친구 바기프 사마도글루는 피아노로 음악을 재창조하려고 시도했다.

## 재즈 무감
무스타파자데는 1960년대 후반과 1970년대에 바쿠에서 등장한 아제르바이잔 재즈 무감 운동의 창시자이다. 그는 모달 음악을 탐구함으로써 그의 즉흥 연주를 구성하는 새로운 방법을 찾기 시작했다. 보다 혁신적인 접근법이 그에 의해 채택되었고 그것의 영향력은 이 스타일의 후발 개발로 확장되었다.

## 사망
무스타파자데는 타슈켄트에서 열린 콘서트 직후 심장 마비로 사망했으며, 아내(12월 17일)와 딸의 생일(12월 19일) 직전에 사망했다.

## 개인 생활
무스타파자데는 두 번 결혼했는데, 그의 첫 결혼 이후 그는 재능 있는 클래식 피아니스트인 랄라라는 이름의 딸을 두었다. 1991년 프랑스 에피날 피아노 콩쿠르에서 대상을 받았다. 그의 두 번째 결혼은 엘리자와의 결혼이었고, 그 연합에서 재즈 음악가 아지자 무스타파 자데가 태어났다.